# Cargill
Cargill este o companie americană, unul dintre principalii distribuitori și producători de produse alimentare și agricole din lume, prezent în 66 de țări.
Compania a fost înființată în anul 1865 ca depozit de cereale.
Cargill este o companie privată, iar în anul 2007 se situa pe locul 2 în topul Forbes al celor mai mari companii private din lume,
după Koch Industries și înaintea lui Chrysler.
Număr de angajați în 2008: 158.000
Rezultate financiare (miliarde dolari):

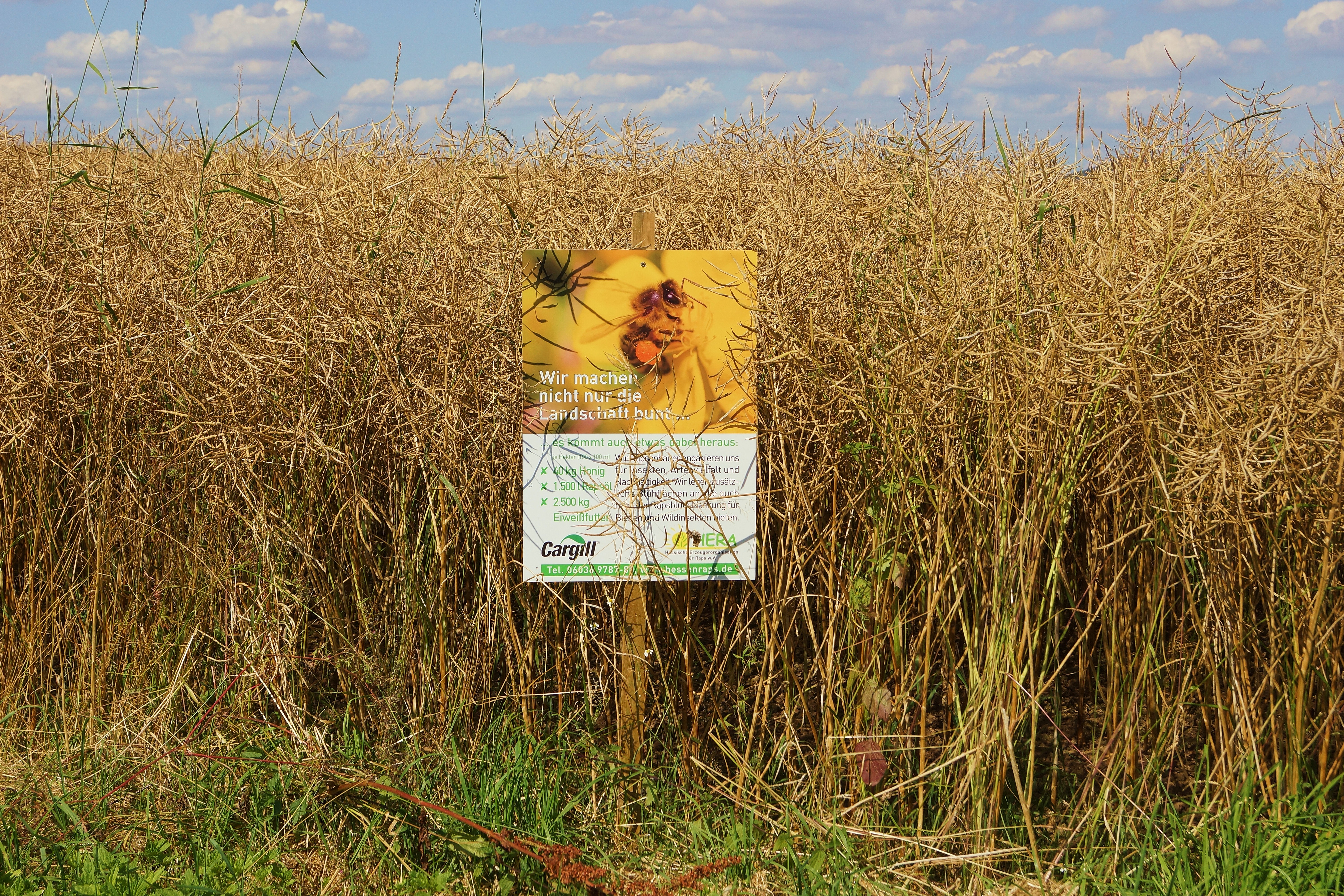
Cargill

| An               | 2007 | 2006 | 2005 | 2004 | 2003 |
| ---------------- | ---- | ---- | ---- | ---- | ---- |
| Cifra de afaceri | 88,2 | 75,2 | 71   | 62   | 54,3 |
| Venit net        | 2,3  | 1,5  | 2,1  | 1,3  | 1,3  |

## Cargill în România
Grupul și-a început activitatea în România în 1996, ca agenție de intermediere pentru exportul cerealelor.
Primul siloz a fost cumpărat la Călărași, în 2000, iar ulterior, firma a devenit unul dintre cei mai mari proprietari de spații de depozitare din România, cu o capacitate totală de aproximativ un milion de tone metrice.
Cargill a mai achiziționat, în 2004, Comcereal Alexandria.
În anul 2011, Cargill opera în România 18 silozuri cu o capacitate totală de 500.000 tone.
Divizia Cargill din România activează în 46 de locații, fiind prezentă pe piață prin firmele Cargill Agricultură, Cargill Oils, Cargill Silozuri și Cargill Cereale.
Cifra de afaceri în 2007: 160 milioane Euro
Cargil Oils a înregistrat o cifră de afaceri de 60,5 milioane euro în anul 2007.